# Helena Lunell
Helena Lunell, född 1758 i Kristianstad, död på 1830-talet, var en svensk skolföreståndare och silhuettklippare. 
Hon var dotter till rektorn och konstnären Christian Lunell och Anna Christina Vogt. Hon startade en flickpension i Kristianstad, som vann stort anseende och där undervisade hon förutom i de vanliga läsämnena även i musik, dans, teckning och silhuettklippning. Hon medverkade i Christianstads Weckoblad med skönlitterära bidrag.
Lars Feuk höll föredrag om Helena Lunell på folkskollärarmötet i Malmö i augusti 1881 och föredraget återgavs av Skånska Aftonbladet den 17 augusti 1881. Feuks mor hade varit elev på Lunells flickpensionat. Han beskriver att Lunells fader skrev ett skådespel för att fira segern för revolutionen i Kristianstad 1772 och Gustav den tredje återtagande av kungamakten. Pjäsen hette  "Vox populi vox Dei" (folkets röst är Guds röst) i vilket hans dotter spelade Dea (gudinna) som bekransade kungen. 
Feuk berättar att skolan nådde popularitet då den undervisade i franska. Naturligtvis undervisades i grunderna i svensk läsning och skrivning och räkning. Även musik fanns som ämnen men bara enklare musik. Lunell spelade klaver och klarinett. Hon hade följt undervisningen i faderns lärdomsskola och behärskade latin och grekiska men Feuk nämner ingen undervisning i de ämnena på flickpensionen.